# Kom van dat dak af
Kom van dat dak af is de debuutsingle van Peter Koelewijn onder de naam Peter en zijn Rockets.

## Achtergrond
Koelewijn nam het nummer met zijn begeleidingsband op op 13 november 1959, in wat later de Bovema-Studio in Heemstede (Noord-Holland) zou worden; hij was een van de eerste artiesten daar. Koelewijn stond toen nog in de viswinkel van zijn ouders en stond ook wel met vis op de markt in Eindhoven. Daar hoorde hij muziek van Chuck Berry en Little Richard. Het inspireerde hem tot wat wel het eerste Nederlandse rock-'n-roll-plaatje wordt genoemd. De titel zou afkomstig zijn van broers van Peter, die om voorbijgangers te plagen vaak naar boven wezen en dan schreeuwden "Kom van dat dak af!", maar Koelewijn heeft dat later weer ontkend; hij wist het niet meer. Koelewijn had het lied net daarvoor al improviserend in elkaar gezet. Achter de piano van de Rockets zat een jonge Harry van Hoof, die weleens klassieke muziek speelde, waar Koelewijn niets van moest hebben. De opname bevat nauwelijks basklanken; de band kende eigenlijk de basgitaar nog niet; er werden ter vervanging lage gitaarsnaren gebruikt. Het nummer was overigens bijna niet opgenomen. Koelewijn en zijn Rockets zouden oorspronkelijk maar twee uur in de studio doorbrengen; het liep uit tot drie uur. Omdat het toch al uitgelopen was, werd Kom van dat dak af als afronding van het studioverblijf vermoedelijk in één take opgenomen.
Het nummer zou volgens sommigen bijna op de plank blijven liggen. Koelewijn zat er zelf ook niet achteraan, want hij wilde na de hbs journalist worden. Het liedje was echter al in december 1959 op televisie te horen; de single-uitgave volgde niet veel later.
Muziekproducent Co de Kloet zag er wel een hitje in. Hij was tevens presentator van Tijd voor Teenagers, die destijds ook een hitparade verzorgde (de Nederlandse Top 40 volgde pas in 1965). Zo kwam het dat het plaatje op 8 januari 1960 werd uitgebracht op Imperial Records, later opgeslokt door EMI Music. De Kloet zorgde voor een kleine stunt door Kom van dat dak af driemaal in één uitzending te draaien (begin, midden en eind van het programma). Het nummer werd vervolgens een hit in 1960 (29 weken genoteerd met hoogste plaats nummer 1), 1971 (zeven weken genoteerd met hoogste notering op 7), 1981 (negen weken genoteerd met hoogste notering op 7) en 1989 in samenwerking met het rap-duo MC Miker G & DJ Sven (twaalf weken genoteerd met hoogste notering op 21). Er werden in het eerste jaar 130.000 stuks van verkocht. 

## Nasleep
De eerste beloning zou hebben bestaan in de vorm van de vergoeding van de reiskosten. Vader Koelewijn vond dat wat weinig en ging in onderhandeling met Imperial; het contract bleek ongeldig; voor ondertekening was Koelewijn nog te jong. Er werd een nieuw contract aangeboden met een vergoeding van 2000 gulden voor Peter en de band of een dubbeltje per single. Het levert in 1960 uiteindelijk 20.000 gulden op. Als Koelewijn weer in Eindhoven is, komt Philips Records in de vorm van Phonogram Records/Decca Records om de hoek kijken. Zij spreken schandaal van het contract bij Bovema en boden Koelewijn een nieuw contract aan met slechts 0,05 gulden per verkocht plaatje, maar maakten veel minder gebruik van aftrekposten. Het contract gaat slechts over 90 % van de oplage; royalty's over gebroken en beschadigde persingen blijven aldus buiten beschouwing. De handelwijze van Phonogram is een doorn in het oog van Bovema; de basis voor een jarenlange onmin in de Nederlandse platenindustrie is gelegd. Kom van dat dak af is dan ook de enige single van Koelewijn voor Bovema gebleven.

## Andere uitvoeringen
Royalty's bleven komen, want het nummer werd een aantal keren gecoverd; onder meer door de volgende artiesten. 
- Egon Kjerrman zong het in het Zweeds als Kom ner från taket! in een vertaling van Stig Anderson, de latere manager van ABBA.
- Oliver Twist and The Happy Twistler zong het in het Duits als Wo ist der Geiger.
- Bij het concert ter gelegenheid van 50 jaar Nederpop zong Koelewijn het als duet met Boudewijn de Groot.
- In 2011 maakte Typhoon een rap-bewerking voor het programma Ali B op volle toeren. In ruil nam Koelewijn een nieuwe versie op van Typhoons Zo niet mij.

### Persiflages
Er werden ook persiflages op gemaakt; bijvoorbeeld Kom van dat dak af, Zwarte Piet en Cock van der Palms Kom van dat gras af. Promotiefilmpjes voor het singletje vond Koelewijn verschrikkelijk; iedere keer werd gevraagd om in de film een shot te maken van de band op een dak, maar Koelewijn had hoogtevrees.

### Gebruik in de media
- In 1982 werd Kom van dat dak af gebruikt voor een verzekeringsreclame waarin Peter en zijn Rockets de opname van het nummer naspeelden.
- In de Nederlandstalige versie van Asterix in Indus-land wordt ernaar verwezen wanneer Assurancetourix dit lied begint te zingen en het begint te regenen. Abraracourcix neemt hierop een bijl om Assurancetourix' boom om te hakken en roept: "Jij komt van dat dak af en IK waarschuw niet meer!"

## NPO Radio 2 Top 2000
| Nummer met noteringen in de NPO Radio 2 Top 2000 | '99 | '00  | '01  | '02  | '03 | '04  | '05  | '06  | '07  | '08  | '09  | '10  | '11  |
| ------------------------------------------------ | --- | ---- | ---- | ---- | --- | ---- | ---- | ---- | ---- | ---- | ---- | ---- | ---- |
| Kom van dat dak af                               | 916 | 1178 | 1200 | 1400 | 819 | 1422 | 1144 | 1037 | 1169 | 1110 | 1495 | 1589 | 1709 |

1. ↑  Een vetgedrukt getal geeft de hoogste notering aan.
2. ↑  Deze tabel is bijgewerkt tot en met de laatste editie (2024).